# RIM-24 Tartar
Дженерал Дайнемикс RIM-24 «Тартар» (англ. General Dynamics RIM-24 Tartar) — зенитно-ракетный комплекс, класса «поверхность — воздух». Представляет собой уменьшенную копию ЗРК RIM-2 «Терьер». В 1963 году ракета получила обозначение RIM-24. ЗУР в комплексе «Тартар» является ракетой RIM-2 без стартового ускорителя.
Комплекс RIM-24 Tartar был установлен на 3 крейсера типа «Олбани» (CG-10 — CG-12), 2 атомных фрегатах типа «Калифорния» (DLGN 36 — 37), 23 эсминцах УРО типа «Чарльз Ф. Адамс» (DDG 2 — 24) и 4 типа «Дикейтор» (DDG 56 — 59): всего на 32 кораблях ВМС США. Комплекс также поставлялся в качестве зенитного вооружения кораблей в Италию, Францию и Нидерланды.
Стоимость производства одной ракеты — 402 500$. Всего было произведено 2400 ракет RIM-24A, RIM-24B и RIM-24C семейства Tartar.

## ТТХ

### RIM-24 A
- Длина 4,57 м.
- Диаметр 0,343 м.
- Размах крыльев 0,61 м.
- Вес 580 кг.
- Скорость 1,8 М (603 м/с).
- Дальность 14, или по другим данным 18 км.
- Высота стрельбы 16,1 км.
- Вес боеголовки 59 кг.

### RIM-24 B
- Длина 4,72 м.
- Диаметр 0,343 м.
- Размах крыльев 0,61 м.
- Вес 590 кг.
- Скорость 1,8 М (603 м/с).
- Дальность — 30 км.
- Высота стрельбы 20 км.
- Вес боеголовки 59 кг.

### RIM-24 C
- Длина 4,72 м.
- Диаметр 0,343 м.
- Размах крыльев 0,61 м.
- Вес 594,75 кг.
- Скорость 1,8 М (603 м/с)
- Дальность — 32,4 км (17,5 морских миль)
- Высота стрельбы 20 км.
- Вес боеголовки 59 кг.

## Галерея
- Зенитно-ракетный комплекс RIM-24 Tartar
- Ракета RIM-24
- Пункт управления ракетной стрельбой ЗРК RIM-24 Tartar
- ЗРК RIM-24 Tartar на фрегате УРО "Дарвин" (FFG 04)
- ЗРК RIM-24 Tartar на крейсере УРО "Коламбус" (CG-12)